# نوسه
نوسه (به آلمانی: Nusse) یک شهر  در آلمان است که در هرتسوگتوم لاونبورگ واقع شده‌است. نوسه ۱٬۰۱۰ نفر جمعیت دارد.